# Бартенево (Костромская область)
Бартенево — деревня в Буйском районе Костромской области. Входит в состав Барановского сельского поселения.

## География
Находится в западной части Костромской области на расстоянии приблизительно 2 км на восток по прямой от районного центра города Буй.

## История
В 1872 году здесь было учтено 6 дворов, в 1907 году — 15.

## Население
Постоянное население составляло 47 человек (1872 год), 51 (1897), 87 (1907), 10 в 2002 году (русские 100 %), 5 в 2022.